# Windpark Völkersen
Der Windpark Völkersen in Langwedel nördlich des Ortsteils Völkersen im niedersächsischen Landkreis Verden besteht aus zwei Windkraftanlagen des Typs Vestas V150-5.6 MW. Der Windpark befindet sich im Eigentum des österreichischen Energiedienstleisters illwerke vkw. Die technische und kaufmännische Betriebsführung obliegt der Bremer Energiekontor AG, die auch für die Planung und Errichtung verantwortlich zeichnete.
Der Kaufvertrag für die Anlagen wurde im Dezember 2021 unterzeichnet. Baubeginn war im Frühjahr 2022, die Windräder wurden im Herbst desselben Jahres montiert. Die Nabenhöhe der Windräder beträgt jeweils 125 Meter, der Rotorendurchmesser 150 Meter. Seit Jahresbeginn 2023 ist der Windpark mit einer Nennleistung von 5,6 Megawatt (MW) pro Anlage in Betrieb. Ausgehend von 2600 Volllaststunden pro Jahr, beläuft sich die erwartete Jahreserzeugung auf 30 Millionen Kilowattstunden.